# Áporka
Áporka je obec v Maďarsku v župě Pest, spadající pod okres Ráckeve. Nachází se nedaleko říčního ostrova Csepel, který tvoří řeka Dunaj a její rameno Ráckevei-Duna, asi 9 km jižně od města Szigetszentmiklós a asi 33 km jižně od centra Budapešti. V roce 2021 zde žilo 1 267 obyvatel.
Nachází se zde pozdně gotický reformovaný kostel z roku 1786.

## Geografie
Áporka se nachází na planině Csepeli-sík, která se nachází v severní část Malé Kumánie jižně od Budapešti. Nejbližším městem (dříve velká obec) je Kiskunlacháza (5 km). Východně od obce vede hlavní silnice 51.

## Historie
Okolí dnešní Áporky bylo osídleno již od starověku a v oblasti byly nalezeny nálezy z doby bronzové. Obec byla po dlouhou dobu královským statkem, avšak v 17. století byla vylidněna. V roce 1694 ji Kristóf Forster znovu osídlil slovenskými osadníky, tito osadníci se však po vypršení výhod z obce odstěhovali.
V 18. a 19. století osada patřila šlechtickému rodu Wathayů. V roce 1775 se Áporka, která se kdysi nacházela v blízkosti Dunaje, kvůli častým záplavám se svolením majitele přestěhovala na místo dále od řeky.
V roce 1910 žilo v obci 975 obyvatel, z toho 191 římských katolíků, 752 reformovaných křesťanů a 13 židů. V té době zde žili především Maďaři a Němci.
Na počátku 20. století patřila obec Áporka do bývalého okresu Dunavecse v župě Pest-Pilis-Solt-Kiskun, která zahrnovala současnou župu Pest a severní část župy Bács-Kiskun.

## Obyvatelstvo
Dle údajů z roku 2011 tvoří 88,4 % obyvatelstva Maďaři, 1,4 % Rumuni, 1,3 % Romové a 0,9 % Němci, přičemž 11,6 % obyvatel se ke své národnosti nevyjádřilo. Celkem 60,3 % obyvatel vyznává křesťanství (z toho 38,2 % reformované, 20,6 % římskokatolické, 0,8 % řeckokatolické a 0,7 % evangelické), 25,7 % obyvatel se ke své náboženské víře nevyjádřilo a 12,3 % obyvatel je bez vyznání.

## Doprava
Východně od Áporky prochází hlavní silnice 51. Obec není přímo napojena na železniční síť, nejbližší zastávka na nedaleko procházející železniční trati Budapešť–Kelebia se nachází 7,5 km jihovýchodně od nedalekého města Kiskunlacháza. Do 40. let 20. století ovšem existovala i zastávka Áporka, ta se ovšem nacházela několik kilometrů východně od obce mezi obcemi Délegyháza a Kiskunlacháza. Nejbližší nájezd na dálnici se nachází 19 km severovýchodně od Áporky v blízkosti města Dunaharaszti, a to na dálnice M0 a M51.

## Sousední obce
| Růžice kompasu | Szigetcsép        | Majosháza     |  | Růžice kompasu |
| Růžice kompasu | Sever             |               |  | Růžice kompasu |
| Růžice kompasu | Áporka            |               |  | Růžice kompasu |
| Růžice kompasu | Jih               |               |  | Růžice kompasu |
| Růžice kompasu | Szigetszentmárton | Kiskunlacháza |  | Růžice kompasu |